# Philosophie zoologique
Philosophie zoologique (Filosofia zoològica: Exposició respecte a la història natural dels animals) és un llibre de l'any 1809 escrit per Jean-Baptiste Lamarck (1744–1829) en el qual explica la seva teoria de l'evolució coneguda com a Lamarckisme.

## Context

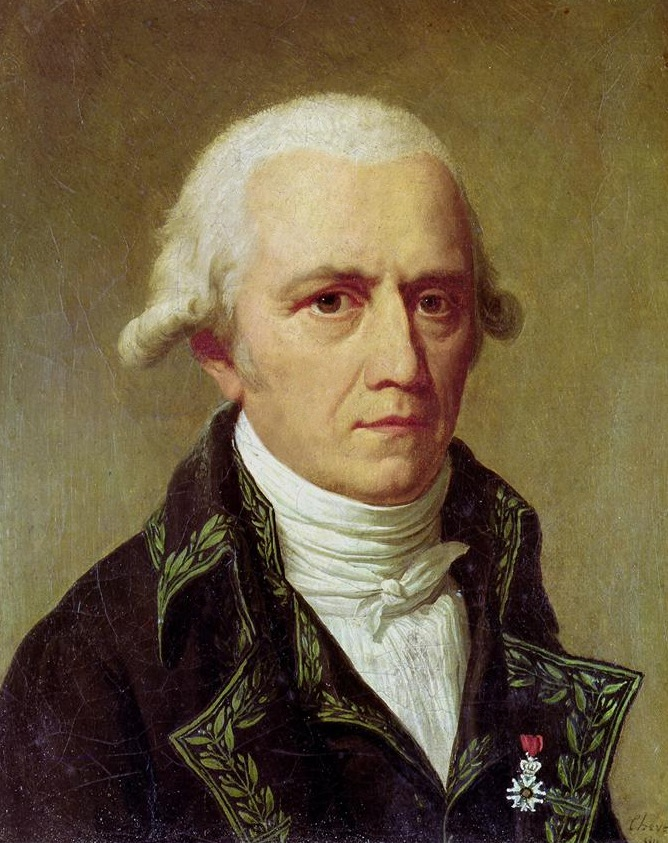
Lamarck per Charles Thévenin (c. 1802)

El 1779, gràcies a la influència de Buffon (1707–1788), Lamarck esdevé professor adjunt à la classe de botànica de l'Acadèmia Francesa de les Ciències.
La Revolució Francesa esclata el 1789 i l'any següent, el 1790, Lamarck esdevé pensionari de l'Acadèmia de les Ciències. El mateix any els revolucionaris ja comencen de mica en mica a reorganitzar les antigues institucions reials. Després de més de tres d'anys de conflicte amb les acadèmies, el 8 d'agost de 1793 la Revolució suprimeix l'Acadèmia de les Ciències i Lamarck perd la seva pensió. Tot i així, el 10 de maig del 1793 la Revolució ja havia transformat el Jardí Reial de les Plantes Medicinals en el nou Museu Nacional d'Història Natural de França i Lamarck hi obté una plaça de professor. Tot i essent principalment un botànic, la plaça que el nou Museu li atribueix és la Càtedra dels Insectes, Cucs i Animals microscòpics (Chaire des Insectes, Vers et Animaux microscopiques). És en el context d'aquesta plaça de professor, exercida pel naturalista del 1793 al 1821, que Lamarck escriu i publica el 1809 la que segurament és la seva obra més important: la Filosofia zoològica (Philosophie zoologique).
En la prima part de la Filosofia zoològica (l'obra està dividida en tres parts), el punt de vista de Lamarck era que l'ambient (les condicions de vida) originaven canvis permanents, heretats evolutivament en els animals. Va descriure la seva teoria en el seu Recherches sur l'organisation des corps vivants (1802), i també en Philosophie zoologique, a més de fer-ho en Histoire naturelle des animaux sans vertèbres, (1815–1822).

## El llibre

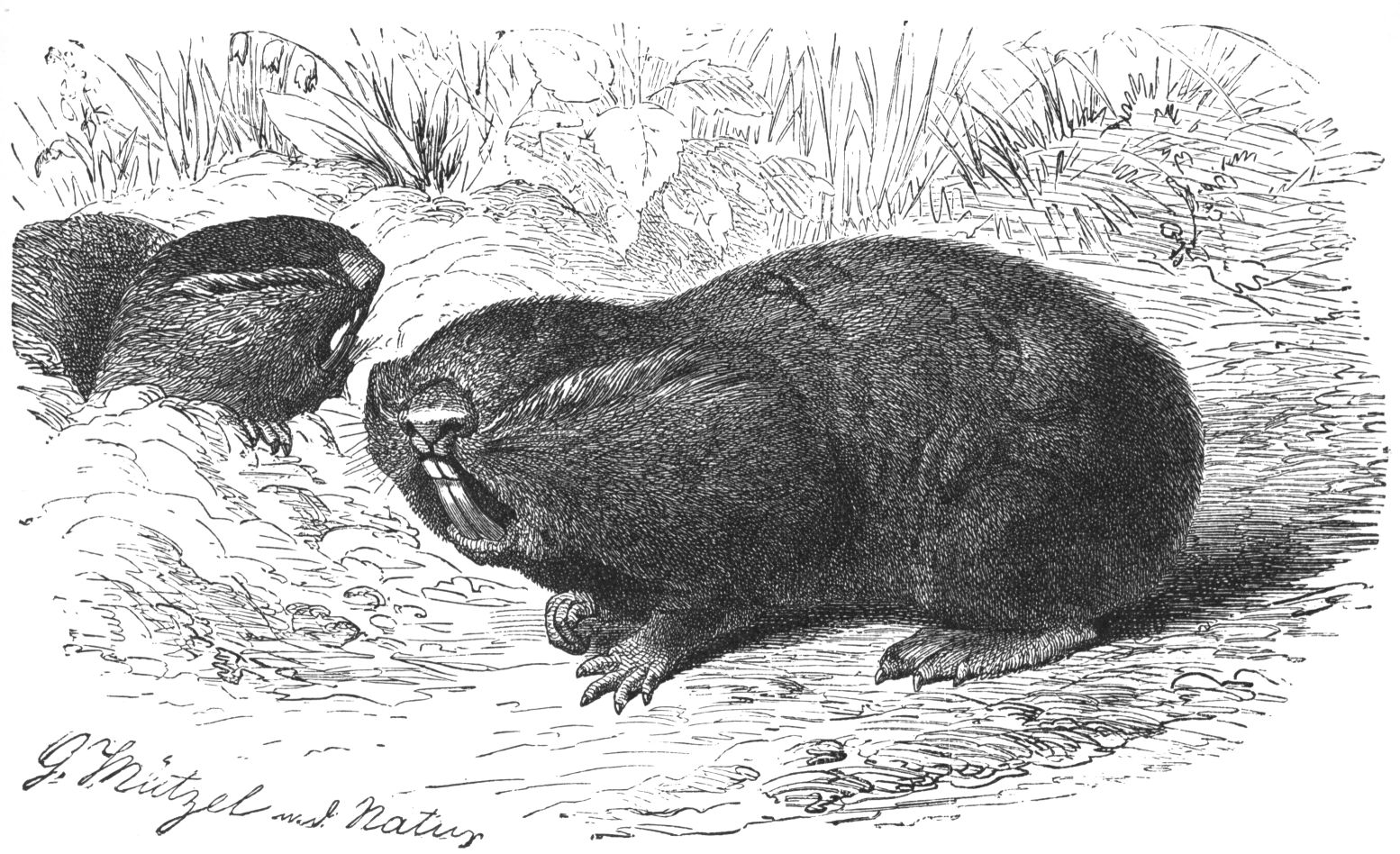
Lamarck usà la rata talp cega (Spalax) com a exemple de la pèrdua de la funció visual

A Philosophie zoologique Lamarck va establir unes regles biològiques. La seva primera llei establia que es necessitaven diverses generacions per a perdre o adquirir una característica. La segona llei mantenia que els canvis s'heretaven.

## Contingut
Entre parèntesis apareixen els nombres de les pàgines.
VOLUM 1
Avertissement (I–XXV)
Discours Préliminaire (1)
Première Partie
(Considérations sur l'Histoire naturelle des Animaux, leurs caractères, leurs rapports, leur organisation, leur distribution, leur classification et leur espèces)
I. Des Parties de l'art dans les productions de la Nature (17)
II. Importance des Rapports (39)
III. De l'Espèce parmi les Corps vivans, et de l'idée que nous devons attacher à ce mot (53)
IV. Généralités sur les Animaux (82)
V. Sur l'Etat actuel de la Distribution et de la Classification des Animaux (102)
VI. Dégradation et simplification de l'organisation d'une extrémité a l'autre de la Chaîne animale (130)
VII. De l'influence des Circonstances sur les actions et les habitudes des Animaux, et de celle des actions et des habitudes de ces Corps vivans, comme causes qui modifient leur organisation et leurs parties (218)
VIII. De l'Ordre naturel des Animaux et de la disposition qu'il faut donner a leur distribution generale pour la rendre conforme a l'ordre meme de la nature (269)
Seconde Partie
(Considerations sur les Causes physiques de la Vie, les conditions qu'elle exige pour exister, la force excitatrice de ses mouvemens, les facultes qu'elle donne aux corps qui la possedent, et les resultats de son existence dans les corps)(359)
Introduction (359)
I. Comparison des Corps inorganiques avec les Corps vivans, suivie d'un Parallele entre les Animaux et les Vegetaux (377)
II. De la Vie, de ce qui la constitue, et des Conditions essentielles a son existence dans un corps (400)
VOLUM 2 [1830 edition]
III. De la cause excitatrice des mouvemens organiques (1)
IV. De l'orgasme et de l'irritabilité (20)
V. Du tissu cellulaire, considere comme la gangue dans laquelle toute organisation a ete formee (46)
VI. Des generations directes ou spontanees (61)
VII. Des resultats immediats de la vie dans un corps (91)
VIII. Des facultes communes a tous les corps vivans (113)
IX. Des facultes particulieres a certains corps vivans (127)
Troisieme Partie
Introduction (169)
I. Du système nerveux (180)
II. Du fluide nerveux (235)
III. De la sensibilité physique et du mécanisme des sensations (252)
IV. Du sentiment intérieur, des émotions qu'il est susceptible d'éprouver, et de la puissance (276)
V. De la force productrice des actions des animaux (302)
VI. De la volonté (330)
VII. De l'entendement, de son origine, et de celle des idees (346)
VIII. Des principaux actes de l'entendement (388)
De l'imagination (411)
De la raison et de sa comparaison avec l'instinct (441)
Additions relatives aux chapitres VII et VIII de la premiere partie (451)

## Recepció
La teoria evolutiva de Lamarck va fer en principi poc efecte entre els zoòlegs i en el públic general.
El 1830–1833, Charles Lyell en la seva obra Principles of Geology va resumir la teoria de Lamarck en sis pàgines fent referència a la Philosophie Zoologique i la va criticar dient que no aportava proves suficients.
El 1887 Thomas Henry Huxley, conegut com el "Darwin's Bulldog" per la seva fervent adopció de les teories de l'evolució Darwiniana, va escriure que les teories de Lamarck havien sorgit feia uns cinquanta anys quan el coneixement sobre la zoologia era molt escàs.
El Lamarckisme es va popularitzar entre els anglòfons per l'obra especulativa Vestiges of the Natural History of Creation, publicada de forma anònima per Robert Chambers el 1844.

## Versions
- Lamarck: Continguts
- 1809, vol. I: (Oxford)
- 1830, vol. I: (Harvard)
- 1830, vol. I: (Michigan)
- 1830, vol. II: (Michigan)